# Pedicularis ludwigii
Pedicularis ludwigii är en snyltrotsväxtart som beskrevs av Eduard August von Regel. Pedicularis ludwigii ingår i släktet spiror, och familjen snyltrotsväxter. Inga underarter finns listade i Catalogue of Life.